# Џејн Менсфилд
Џејн Менсфилд (енгл. Jayne Mansfield; Брин Маур, 19. април 1933 — Њу Орлеанс, 29. јуна 1967), право име Вера Џејн Палмер (енгл. Vera Jayne Palmer), била је америчка глумица и „Плејбој плејмејт”. Секс симбол 1950-их и раних 1960-их, Менсфилд је била позната по бројним рекламним акробацијама и отвореном личном животу. Иако је њена филмска каријера била кратка, имала је неколико успеха на благајнама, освојила је Светску позоришну награду и Златни глобус, а убрзо је стекла и надимак „најпаметније глупе плавуше у Холивуду”.
Менсфилд је постала популарна након што је тумачила улогу измишљене глумице Рите Марлоу у позоришној представи „Will Success Spoil Rock Hunter?” (1955–1956) на Бродвеју, а затим и у филмској верзији из 1957. године. Међу њеним другим филмским улогама су музичка комедија „The Girl Can't Help It” (1956), драма „The Wayward Bus” (1957), нео-ноар „Too Hot to Handle” (1960) и секс комедија „Promises! Promises!”  (1963), где је постала прва значајна америчка глумица која се појавила гола у филму након ере немог филма.
Професионално име је узела од свог првог супруга, Пола Менсфилда, стручњака за односе с јавношћу. Била је удата три пута, а сваки брак је завршен разводом, и имала је петоро деце. Повезивали су је са многим мушкарцима, укључујући Роберта и Џона Ф. Кенедија, њеног адвоката Семјуела С. Бродија и забављача Нелсона Сарделија из Лас Вегаса. На жалост, 29. јуна 1967. године, Менсфилд је трагично изгубила живот у саобраћајној несрећи док је путовала у Њу Орлеанс, у 34. години живота.

## Биографија

### Приватни живот
Џејн Менсфилд рођена је као Вера Џејн Палмер 19. априла 1933. године у болници Брин Мавр у Брин Мору, Пенсилванији, као једино дете Херберта Вилијама Палмера, енглеског и немачког порекла, и Вере Џефри Палмер, енглеског и корнишког. Наследила је преко 90.000 долара од свог деде по мајци, Томаса (што је еквивалентно са 950.000 долара у 2023. години), и преко 36.000 долара од своје баке по мајци, Беатрис Мери Палмер, 1958. године (што је еквивалентно са 380.000 долара у 2023. години).
До шесте године, Менсфилд је живела у Филипсбургу, Њу Џерзи, где је њен отац био адвокат који је сарађивао са будућим гувернером Њу Џерзија, Робертом Б. Мајнером. Године 1936, њен отац је преминуо од срчаног удара. Године 1939, мајка Џејн Менсфилд се удала за инжењера продаје Харија Лоренса Пирса, након чега се породица преселила у Далас, Тексас, где је била позната као Вера Џејн Пирс. Као дете, сањала је да постане холивудска звезда попут Ширли Темпл. Са дванаест година, похађала је часове балског плеса. Завршила је средњу школу Хајланд парк 1950. године. Док је била у средњој школи, учила је да свира виолину, клавир и виолу, и учила је шпански и немачки језик. Палмер је стално добијала високе оцене из свих предмета.
Са 17 година удала се за Пола Менсфилда 6. маја 1950. године. Њихова ћерка, Џејн Мари Менсфилд, рођена је шест месеци касније, 8. новембра 1950. Џејн и њен муж су се уписали на Јужни методистички универзитет да студирају глуму. Године 1951. Џејн се преселила у Лос Анђелес и похађала летњи семестар на УКЛА. Учествовала је на такмичењу за мис Калифорније, али је Пол то сазнао и приморао је да се повуче са такмичења. Џејн се затим преселила у Остин, Тексас, са својим мужем, и студирала драматургију на Универзитету Тексаса у Остину. Тамо је Менсфилд радио као „модел за голу уметност”, продавао књиге од врата до врата и радио као рецепционер у плесном студију. Такође се придружила Кертен клубу, позоришном друштву у кампусу које је укључивало текстописца Тома Џонса, композитора Харвија Шмита и глумце Рипа Торна и Пат Хингла међу својим члановима. Менсфилд је тада провела годину дана у кампу Гордон у Џорџији, док је њен супруг Пол служио у резерви војске Сједињених Држава током Корејског рата.
Године 1953. вратила се у Далас и неколико месеци студирала глуму код Баруха Лумета, оца режисера Сиднеиа Лумета и оснивача Даласког института за сценске уметности. Лумет је Менсфилду давао приватне часове и назвао Менсфилда и Рипа Торна својом „децом“.  На крају, Лумет је помогао Џејн да добије свој први екрански тест у Парамоунту у априлу 1954. Пол, Џејн и Џејн Мари преселили су се у Лос Анђелес 1954. Џејн је радила на разним чудним пословима укључујући: продају кокица у позоришту Стенли Ворнер, подучавање плеса , продаје слаткише у биоскопу, хонорарно манекенство у агенцији Бле Бук Модел, и ради као фотограф у ресторану Естер Вилијамс' Траилс.

## Каријера

### Плејбој
Док је похађала Тексашки универзитет у Остину, Менсфилд је победила на неколико такмичења лепоте, укључујући Мис Фотофласк, Мис Магнезијум лампе и Мис Фире превеншн вик. По сопственом мишљењу, једина титула коју је одбила била је Госпођица Рокфорт чиз, јер је веровала да то „једноставно није звучало како треба“. Менсфилд је касније и 1957. одбила титулу "Мис Прајм риб". Године 1952, док је била у Даласу, она и Пол Менсфилд су учествовали у малим локалним позоришним представама „Робови демонског рума”, „Десет ноћи у бару” и „Све што иде у Кампу Гордон”, Џорџија. Након његовог одласка на одслужење војног рока, први пут значајније наступа на сцени у продукцији Артура Милера у „Смрт продавача” 22. октобра 1953. са играчима Нокс стрит театра, на челу са Луметом. Док је била на УКЛА, учествовала је на такмичењу за мис Калифорније (скривајући свој брачни статус) и победила у локалном кругу пре него што се повукла.
На почетку њене каријере, неки оглашивачи су сматрали да су њене истакнуте груди непожељне, што је довело до тога да је изгубила свој први професионални задатак, рекламу за Џенерал електрик која је приказивала младе жене у купаћим костимима како се опуштају око базена. Емелине Снивели, шеф агенције Блу бук модел, послала ју је фотографу Џину Лестеру, што је довело до њеног краткотрајног ангажмана у реклами за Џенерал електрик. Године 1954. била је на аудицији и за Парамоунт пикчерс и за Ворнер брос. У Парамаунту, Џејн је извела скеч који је радила са Луметом од Јованке Орлеанке за редитеља кастинга Милтона Луиса. Луис ју је обавестио да троши своје „очигледне таленте” и натерао ју је да се врати недељу дана касније да изведе клавирску сцену из „Седам година сврбежа”. Џејн није успела да импресионира, али је сазнала да ће морати да постане плавуша. Затим је извела клавирску сцену за Ворнер бродерс, али, опет, није успела да импресионира. Добила је свој први глумачки задатак у Лук Видео театру, серији на ЦБС-у у епизоди „Анђео је отишао АВОЛ“, емитованој 21. октобра 1954. године. У њему је седела за клавиром и испоручила неколико редова дијалога за 300 долара (3.000 долара у доларима из 2023. године).
У децембру 1953. Хју Хефнер је почео да објављује Плејбој. Часопис је постигао успех, делимично, због раних појављивања Менсфилд, Мерилин Монро, Бети Пејџ и Аните Екберг. У фебруару 1955. Мејнсфилд је била Плејбој плејмејт месеца, и појавила се у часопису неколико пута. Њено појављивање у фебруару повећало је тираж часописа и помогло у јачању Менсфилдине каријере. Убрзо након тога, позирала је за Плејбој календар, покривајући груди рукама. Плејбој је представљао Менсфилдову сваког фебруара од 1955. до 1958. и поново 1960. године.
У августу 1956. године, Пол Менсфилд је тражио старатељство над својом ћерком, наводећи да је Џејн била непристојна мајка јер се појавила гола у Плејбоју. Године 1964. часопис је поновио слику из 1955. године. Плејбој је поново штампао фотографије из тог сликовног издања, са насловима као што су „Плејбојев портфолио секс звезда” из децембра 1965. и „Средишњи преклопи века” из јануара 2000.

### Филм
Менсфилдова прва филмска улога била је споредни лик у „Женској џунгли”, нискобуџетној драми која је завршена за десет дана. Њена улога је снимљена за неколико дана, а за то је плаћена 150 долара (што је еквивалентно 2000 долара 2023. године). Филм је незванично објављен почетком 1955. године. У фебруару исте године, Џејмс Бајрон, њен менаџер и публициста, преговарао је о седмогодишњем уговору са Ворнер брадерсом, који су били импресионирани њеним публицитетским вештинама. Уговор јој је донео 250 долара недељно (3.000 долара у 2023. години) и два филма, од којих је један имао незначајну улогу, а други није објављен у наредне две године. Тог јануара је поднела захтев за развод од Пола Менсфилда. Менсфилд је добила значајне улоге у филмовима „Пит Кели блуз” (1955) са Џеком Вебом и „Хел он Фриско беј” (1955) са Аланом Ладом. Такође је имала још једну малу, али значајну улогу уз Едварда Џи Робинсона у судској драми „Илегално” (1955).
Њен агент, Вилијам Шифрин, потписао ју је за улогу измишљене филмске звезде Рите Марлоу у бродвејској представи „Will Success Spoil Rock Hunter?” са Орсоном Бином и Волтером Матауом. Прихватила је улогу док је радила на филму „Провалник” (1957) продуцента Луиса В. Келмана, адаптацији романа Дејвида Гудиса, коју је режирао Пол Венкос у стилу Филм ноар. Менсфилд је глумила уз Дена Дуријеа и Марту Викерс, а филм је објављен две године касније, када је њена слава била на врхунцу. Успешно је одиграла ову драмску улогу, иако су њене касније улоге у филмовима биле углавном комичне или су искориштавале њен сексипил. Келман је тврдио да је „открио” Менсфилдову, која је била најављена за „Will Success Spoil Rock Hunter?” средином јула 1955. године, али је одбачена од стране Ворнер брадерса 31. јула.
Твентит сенчури Фокс је 3. маја 1956. потписао са Менсфилдовомм шестогодишњи уговор у својој канцеларији у Њујорку како би је уобличио као наследницу све тежу за сарадњу Мерилин Монро, секс симбола плаве косе, која је управо завршила доста компликовани филм „Bus Stop”. Менсфилд је још увек била под уговором са Бродвејем и наставила је да игра „Will Success Spoil Rock Hunter?” на сцени до 15. септембра 1956. године. Она је преузела своју прву главну филмску улогу као Џери Џордан у филму Френка Ташлина „The Girl Can't Help It” (1956). састав савремених рокенрол и Р&Б уметника укључујући Џина Винсента, Едија Кокрана, Фетса Домина, Платерса и Литл Ричарда. Објављена у децембру 1956. године, „The Girl Can't Help It” постала је један од највећих успеха године, како критички тако и финансијски, зарађујући више него што су „Мушкарци више воле плавуше” три године раније.
Убрзо након тога, Фокс је почео да промовише Менсфилдову као „велику Мерилин Монро“, покушавајући да примора Монро да се врати у студио и заврши уговор. Менсфилд је затим играла драматичну улогу у „The Wayward Bus” (1957), адаптацији истоименог романа Џона Стајнбека. Овим филмом покушала је да се одмакне од свог имиџа „плаве секс бомбе” и да се афирмише као озбиљна глумица. Филм је доживео умерен успех на благајнама, а Менсфилд је 1957. освојила Златни глобус за Нову звезду године, победивши Карол Бејкер и Натали Вуд својом игром као „замишљена напуштена”. Према The New York Times-у, „уопштено се признало да је то била њена најбоља глума у немирној каријери коју су ометали њен блистав имиџ, осебујан глас („меко гласно гугутање испрекидано вриском“), раскошна фигура и ограничени глумачки домет. Менсфилдова је глумила Ташлин у филмској верзији бродвејског шоуа „Will Success Spoil Rock Hunter?” објављеног 1957. године,  поновивши своју улогу Рите Марлоу заједно са партнерима Тонијем Рендалом и Џоан Блондел. Фокс је лансирао своју нову плаву бомбу турнејом по Северној Америци и 40-дневном турнејом по Европи у 16 земаља. Присуствовала је премијери филма (који је објављен као „Oh! For a Man in” у УК) у Лондону, и упознала краљицу Елизабету II.
Менсфилдина четврта главна улога у холивудском филму била је у филму „Пољуби их за мене” (такође 1957), за који је добила истакнуте наплате заједно са Керијем Грантом. Међутим, у самом филму она је мало више од комичног олакшања. Грантов лик се односи на црвенокосу девојку коју глуми модни модел Сузи Паркер. Филм, описан као „безобразан” и „лоше саветован”, био је критичан и промашен на благајнама, и означио је један од последњих покушаја Твентит сенчури Фокса да рекламира Менсфилдову. Континуирани публицитет око Менсфилдиног физичког изгледа није успео да одржи њену каријеру. Фокс јој је дао главну улогу уз Кенета Мореа у „The Sheriff of Fractured Jaw” (1958), вестерн комедији снимљеној на локацији у Шпанији. У филму, Менсфилдине три песме је синхронизовала певачица Кони Френсис. Фокс је пустио филм у Сједињеним Државама 1959. године, и то је био последњи Менсфилдин филмски успех. Колумбија пикчерс јој је понудио улогу са Џејмсом Стјуартом и Џеком Лемоном у романтичној комедији „Звоно, књига и свећа” (1958), али је она то одбила јер је била трудна. Фокс је затим покушао да приволи Менсфилдову да игра у пару са Полом Њуманом у „Rally Round the Flag, Boys!” (1958), који је на крају испао Њуманов несрећни први покушај комедије.
Смањеном потражњом за великим грудима и плавокосим бомбама, као и све већим негодовањем према њеном претераном публицитету, Менсфилд је до почетка 1960-их изгубила на популарности, али је остала позната личност, способна да привуче велике масе ван Сједињених Држава са својим профитабилним и успешним наступима у ноћним клубовима.
Менсфилдова није добила главну улогу у филмским улогама после 1959. Није могла да испуни трећину свог уговора са Фоксом због пријављених „поновљених трудноћа“. Фокс је престао да је посматра као велику холивудску звезду и почео да је позајмљујеи њу и њену сличност страним продукцијама у Енглеској, односно Италији, до истека њеног уговора 1962. Многи њени енглески/италијански филмови се сматрају опскурним, а неки се сматрају изгубљен.
Године 1959. Фокс ју је ангажовао у два независна гангстерска филма снимљена у Уједињеном Краљевству: „The Challenge” и „Too Hot to Handle”, оба објављена следеће године. Оба филма су била нискобуџетна, а њихова америчка издања су одложена. „Too Hot to Handle” није објављен у Сједињеним Државама све до 1961. као  „Playgirl After Dark”. Филм „The Challenge” је објављен 1963. године као „It Takes a Thief”. У Сједињеним Државама, цензори су се успротивили сцени у „Too Hot to Handle” у којој се Менсфилд, која носи сребрну мрежу са шљокицама насликаним преко брадавица, појављује скоро гола.
Када се Менсфилд вратила у Холивуд средином 1960. године, Твентит сенчури Фокс ју је ангажовао у филму „Догодило се у Атини” (1962) са Траксом Колтоном, згодног глумца, новајлију коју је Фокс покушавао  да се укалупи у срцеломца. Менсвилд је за улогу била максимално плаћена, али се појавила само у споредној улози. Филм заснован на Олимпијским играма сниман је у Грчкој у јесен 1960. године, али је објављен тек у јуну 1962. године. Био је то неуспех на благајнама, а Твентит сенчури Фокс је одустао од Менсфилдиног уговора. Године 1961, Менсфилд се пријавила за споредну улогу у „The George Raft Story”, објављеној следеће године. Са Рејем Дантоном у улози Рафта, филм је Менсфилдову у малом делу приказао као гламурозну филмску звезду. Убрзо по изласку филма, Менсфилдова се вратила европским филмовима, појављујући се у нискобуџетним страним филмовима као што су „Homesick for St. Pauli” (1963, Немачка), „Primitive Love” (1964, Италија), „Panic Button ”(1964, Италија) и „Dog Eat Dog” (1964, Немачка).
Томи Нунан је убедио Менсфилдову да постане прва мејнстрим америчка глумица која се појави гола у главној улози, у филму „Promises! Promises!” (1963). Плејбој је објавио голе фотографије Мејнсфилдове на снимању у свом издању из јуна 1963. године, што је резултирало оптужбама за опсценост против Хјуа Хефнера на суду у Чикагу. Филм „Promises! Promises!” је забрањен у Кливленду, Охајо, али је имао успех на благајнама на другим местима. Као резултат успеха филма, Менсфилдова је доспела на листу 10 најбољих атракција за ту годину. Убрзо након њеног успеха у „Promises! Promises!”, Менсфилд је изабрана од многих других глумица да замени недавно преминулу Мерилин Монро у филму „Kiss Me, Stupid” (1964), романтичној комедији са Дином Мартином у главној улози. Одбила је улогу због трудноће са ћерком Маришком Харгитаи, а заменила ју је Ким Новак. Исте године, Мејнсфилдова се појавила у пинуп књизи под називом „Jayne Mansfield for President: the White House or Bust”, која је промовисана на билбордима. Фотографије је направио Давид Аттие, комерцијални и ликовни фотограф.
Године 1966. Менсфилд је добила улогу у филму „Single Room Furnished” у режији супруга Мета Цимбера. Филм је захтевао од Мејнсфилда да прикаже три различита лика, и то је била њена прва глумачка, драмска улога у неколико година. Објављена је накратко 1966. године, али је у потпуности објављена тек 1968. године, скоро годину дана након њене смрти. Након што је фолм „Single Room Furnished” завршен, Менсфилдова је добила улогу поред Мејми Ван Дорен и Ферлина Хаскија у филму „The Las Vegas Hillbillys” (1966), нискобуџетној комедији браће Вулнер (Woolner Brothers). Био је то њен први кантри и вестерн филм, а промовисала га је кроз 29-дневну турнеју по главним градовима САД, у пратњи Хаскија, Дона Боумена и других кантри музичара. Пре него што је снимање почело, Менсфилд је рекла да неће „делити време пред екраном са одговором Мерилин Монро у вожњи“, мислећи на Вана Дорена. Иако су њихови ликови делили једну сцену, Менсфилд и Ван Дорен су снимали своје улоге у различито време да би касније били монтирани заједно.
Менсфилдова гардероба се ослањала на безобличне стилове 1960-их да би сакрила њену тежину након рођења њеног петог детета. Упркос неуспесима у каријери, остала је веома видљива славна личност током раних 1960-их кроз своје рекламне лудорије и сценске наступе. Почетком 1967. Менсфилд је снимила своју последњу улогу, камео у филму „A Guide for the Married Man”, комедији са Волтером Матауом, Робертом Морсом и Ингер Стивенс у главним улогама. У уводној шпици Менсфилд је наведена као један од техничких саветника, заједно са другим звезданим именима.

### Телевизија
Менсфиелд је одиграла своју прву главну улогу на телевизији 1956. године у Ен−Би−Си-јевом „The Bachelor”. У свом првом појављивању на британској телевизији 1957. рецитовала је из Шекспира (укључујући стих из Хамлета) и свирала клавир и виолину. Њене запажене представе у телевизијским драмама укључивале су епизоде Бурковог закона, Алфред Хичкок представља, Црвени скелетон шоу (три епизоде), „Kraft Television Theatre” и „Follow the Sun”. Менсфилдова изведба у њеној првој серији „Follow the Sun” („Најглупља плавуша“; 1. сезона, епизода 21; 4. фебруар 1962; продуцирала телевизија Твентит сенчури Фокс) поздрављена је као појављивање „нове и драматичне Џејн Менсфилд“. Појавила се у бројним играма, укључујући „Talk it up”, „Down You Go” (као редовни панелиста), „Match Game” (у једној реткој епизоди је као капитен тима) и „What's My Line?” (као специјални мистериозни гост).
Наступала је у бројним естрадним емисијама укључујући „The Jack Benny Program” (на којем је свирала виолину), „The Steve Allen Show” и „The Jackie Gleason Show” (током средине 1960-их, када је емисија била други најбоље оцењен програм у САД).] У новембру 1957. године, у специјалној епизоди НБЦ-јеве емисије „The Perry Como Show” („Празник у Лас Вегасу“), приказан је један од њених наступа у ноћном клубу, нешто прилично скандалозно за публику, према коментару водитеља. Била је члан главних гостију за три емисије „Bob Hope television specials”. Године 1957. обишла је подручја Пацифичке команде Сједињених Америчких Држава на Хавајима, Окинави, Гуаму, Токију и Кореји са Бобом Хоупом за „United Service Organizations” током 13 дана наступајући као комичар, а 1961. обишла је Њуфаундленд, Лабрадор и Бафиново острво у Канади за божићни специјал. Њена каријера у ток шоу укључује велики број наступа које је ценила због публицитета. Једно од њених запаженијих наступа у разним емисијама било је у емисији „The Ed Sullivan Show” (Сезона 10, Епизода 35; 26. мај 1957.) одмах након њеног успеха са Рок Хантером, где је свирала виолину са шесторочланим пратећим бендом. После емисије она је узвикнула: „Сада сам стварно национална. Мама и Далас гледају емисију Еда Саливана!”
До 1958. зарадила је 20.000 долара по епизоди за телевизијске наступе (211.000 долара у доларима из 2023.) Године 1964. Мејнсфилд је одбио улогу Џинџер Грант у надолазећој телевизијском ситкому Гилиганово острво. Иако су њене глумачке улоге постајале маргинализоване, Менсфилд је одбацила улогу јер је представљала стереотип којег је желела да се ослободи. Улога је на крају припала Тини Луиз. Истраживачи Академије су открили да је широко распрострањена гласина да је Мејнсфилд имала незгоду са одећом која је блистала на грудима на додели Оскара 1957. године неоснована. Десет дана пре смрти, прочитала је „To the Virgins, to Make Much of Time” песму Роберта Херика о раној смрти у емисији Џои Бишоп, њеном последњем појављивању на телевизији..
Све до средине 1980-их, Менсфилд је остала један од највећих телевизијских добитника. Године 1980., Прича о Џејн Менсфилд емитована је на Си−Би−Ес-у са Лони Андерсон у главној улози и Арнолдом Шварценегером као Мики Харгитаи. Био је номинован за три награде Еми. Биографија ТВ серије А+Е Нетворкс ју је представила у епизоди под називом Џејн Менсфилд: Плава амбиција. ТВ серија је 2001. освојила награду Еми у категорији изванредних нон-фиикшн ТВ серија. А&Е је поново приказала њен живот у другој ТВ серији, Денџерес кервс, 1999. године. Године 1988. њена прича и архивски снимци били су део ТВ документарног филма Холиводови секс симболи.

## Остала остварења

### Наступи на сцени
Између 1951. и 1953. глумила је у Робовима демонског рума, Десет ноћи у бару, Магбету и Све што иде. Њена изведба у продукцији Артура Милера Смрт продавача из октобра 1953. привукла је Парамаунт пикчерс на њену аудицију. Лумет ју је обучио за аудицију. Године 1955. отишла је у Њујорк и појавила се у бродвејској продукцији комедије Џорџа Акселрода Хоће ли успети да поквари ловца на стене?, у којој су такође учествовали Орсон Бин и Волтер Матау. То је био њен први велики сценски наступ, који је привукао њену критичку пажњу која није увек била позитивна. Глумила је као Рита Марлове (дивља, плава холивудска старлета а ла Монрое) у мјузиклу за лажирање Холивуда уопште и Мерилин Монро посебно. Њена гардероба, односно пешкир, изазвала је сензацију.] Добила је награду Theatre World Award (као обећавајућа личност) за свој наступ 1956, као и награду Златни глобус (нова звезда године, глумица) 1957. Брукс Аткинсон из Њујорк тајмса описао је „похвално напуштање“ њеног оскудно одевеног извођења Рите Марлоу у представи као „филмску сирену пресвучену платином са таласастим контурама Мерилин Монро“. Наступила је у око 450 представа између 1955. и 1956. године. У то време се сматрала једном од највећих успешних прича од Бродвеја до Холивуда.
Године 1964. наступала је у позоришним представама Џентлмени више воле плавуше у Театру карусел и Бас стоп у Јонкерс плејхаусу. У обе представе је глумио и Миклош Харгитеи и обоје су били добро оцењени и прихваћени како од публике тако и од критичара. Менсфилд је обилазила мале градове САД наизменично између ове две представе. Године 1965. наступила је у још једном пару представа: Рабит Хабит у ноћном клубу Латински кварт и Шампањ комплекс, у режији Мета Цимбера, у позоришту Пабст. Обе драме су добиле лоше критике.

### Ноћни клуб
У фебруару 1958. године казино Тропикана у Лас Вегасу покренула је Менсфилдину стриптиз ревију Тропикана холидеј (у продукцији Монте Просера, са Микијем Харгитаијем у главној улози) под четворонедељним уговором који је продужен на осам недеља. На отварању је прикупљено 20.000 долара за Марч ов дајмс (211.000 долара у доларима из 2023. године). Добијала је 25.000 долара недељно за свој наступ у улози Трикси Дивун у емисији (264.000 долара у доларима из 2023.), док јој је уговор са Твентит сенчури Фоксом плаћао 2.500 долара недељно (26.000 долара у доларима из 2023.) Имала је осигурање од милион долара са Лондонским Лојдом у случају да је Харгитаи испусти и она се повреди током представе. Године 1959. Џејн се вратила у Тропикану и зарађивала 30.000 долара недељно, а њена емисија је два пута продуживана. У децембру 1960. године хотел и казино Дунс покренули су Менсфилдову ревију The House of Love (у продукцији Џека Кола, са Харгитеијем у главној улози). Примала је плату од 35.000 долара недељно (360.000 долара у доларима из 2023.), највећу плату у њеној каријери.
Њена гардероба за наступе у Тропикани и Дунсу је била доста слободна, имала је златну мрежасту хаљину са шљокицама за покривање њених брадавица и пубиса. Та контроверзна прозирна хаљина називана је „Џејн Менсфилд и неколико шљокица“. Почетком 1963. године наступила је у свом првом клупском ангажману ван Лас Вегаса, у клубу Плантејшн Супер у Гринсбороу, Северна Каролина, зарађујући 23.000 долара за недељу дана (229.000 долара у доларима 2023.), а затим у Ироква гарденс у Луисвилу, Кентаки.  Вратила се у Лас Вегас 1966. године, али је њена представа била постављена у улици Фримонт, недалеко од Стрипа где су били касина Тропикана и Дунс. Њен последњи наступ, у неком од ноћних клубова, у представи Френч дресинг био је у Латинској четврти у Њујорку 1966. године, такође поновљен у Тропикани. Била је то модификована верзија емисије Тропиана и трајалка је шест недеља са доста добрим успехом.
Њена каријера у ноћном клубу постала је инспирација за филмове, документарне филмове и музички албум. Твентит сенчури Фокс рекордс снимила је „The House of Love” за албум под називом „Jayne Mansfield Busts Up Las Vegas” 1962. Играла је улоге забављачице Миднајт Френклин у „Too Hot to Handle” (1960) и девојку Тауни Даунс у „The Las Vegas Hillbillys” (1966). Године 1967. објављен је независни документарац Спри (алтернативни наслов Лас Вегас бај најт) о лудостима забављача из Лас Вегаса. У филму, који је испричан као део путописа Вика Дејмона и Џулијет Проуз, као гостујуће звезде су биле Менсфилд, Харгитаи, Констанс Мур и Клара Ворд. Мејнсфилд се скида и пева „Promise Her Anything” из филма Обећања! Обећања!. Судским налогом је забрањено коришћење било које од гостујућих звезда за промоцију филма.
Касније у својој каријери, Менсфилд је била заузетија на сцени, играјући и појављујући са својим наступима у ноћним клубовима, клупским ангажманима и турнејама. До 1960. лично се појављивала за све, од промоција супермаркета до отварања апотека, по цени од 10.000 долара по наступу (103.000 долара у доларима из 2023. године).

### Музичка дела
Менсфилд је имала класичну школу за клавир и виолину. Певала је у филмским звучним записима, на сцени за своје позоришне и наступе у ноћним клубовима, а издавала је синглове и албуме. Након њене смрти, Мејнсфилд је постала инспирација за панк-рок музичаре.

#### Музика из филмова
Менсфилд је певала на енглеском и немачком језику за бројне своје филмове, укључујући „The Girl Can't Help It” (Ev'rytime” и Rock Around the Rock Pile), „Illegal” (Too Marvelous for Words), „The Las Vegas Hillbillys” (That Makes It), Too Hot To Handle (Too Hot To Handle, You Were Made For Me, Monsoon и Midnight), „Homesick for St. Pauli” (Wo Ist Der Mann и Snicksnack Snuckelchen), „The Challenge” (The Challenge of Love), „The Sheriff of Fractured Jaw” (Strolling Down The Lane With Billy и If The San Francisco Hills Could Only Talk), и ”Promises! Promises! (I'm in Love, алтернативни наслов Lullaby of Love).

#### Наступи уживо
Године 1958. она је свирала са оркестром за 31. церемонију доделе Оскара са Џеком Бенијем на првој виолини, Менсфилдовом на виолини, Диком Пауелом на труби, Робертом Мичамом на дрвеном дувачу, Фредом Астером на бубњевима и Џеријем Луисом као диригентом, међутим, представа је отказана.[139] Затим певала је Too Marvelous for Words за „The Jack Benny Program” (Jack Takes Boat to Hawaii, епизода 9, сезона 14; 26. новембар 1963). Њени клупски наступи редовно су укључивали песме попут Call Me, A Little Brains, A Little Talent (This Queen has her aces in all the right places), Plain Jane, Quando-Quando, Bésame Mucho и песму коју је прославила Мерилин Монро – Diamonds Are a Girl's Best Friend.

#### Дискографија
Године 1962. Твентит сенчури Фокс рекордс је објавио албум Jayne Mansfield Busts Up Las Vegas, снимак њене Лас Вегаске ревије The House of Love. Године 1964. МГМ Рекордс је издао нови албум под називом Џејн Менсфилд: Шекспир, Чајковски и ја, у коме је Менсфилд рецитовала Шекспирове сонете и песме Марлоуа, Браунинга, Вордсворта и других у позадини музике Чајковског. На омоту албума приказан је накићена Менсфилд са стиснутим уснама и грудима једва прекривеним крзном, како позира између биста Чајковског и Шекспира. Њујорк тајмс је описао албум као читање „30-ак песама храпавим, урбаним, бебиним гласом”. Рецензент је даље приметио да је „госпођица Менсфилд дама са привидним шармом, али читање поезије није једно од њих.“
Године 1965, Џими Хендрикс је свирао бас и додао водећу улогу у својим сесијским музичарским данима за Менсфилд на две песме – „As The Clouds Drift By“ и „Suey“ – које је издао Лондон Рекордс 1966. као сингл са 45 обртаја у минути. Ед Чалпин, продуцент плоча, тврдио је да је Менсфилд свирала све инструменте на сингловима. Према речима историчара Хендрикса Стивена Робија (Black Gold: The Lost Archives Of Jimi Hendrix, Billboard Books), ова сарадња је настала зато што су делили истог менаџера. „Wo ist der Mann“ отпеван на немачком језику и издат од стране Полидор Рекордса у Аустрији био је веома тражен одмах након објављивања у августу 1963. На А-страни је била песма Ханса Ласта „Snicksnack-Snuckelchen“. Са етикетом Ориђинал Соунда објавила је две оригиналне песме са соундтрацка The Las Vegas Hillbillys – „That Makes It“ (одговор на „Chantilly Lace“ групе The Big Bopper') на А-страни и „Little Things Mean a Lot“ на Б-страна – 1964. године.

## Погибија
Дана 28. јуна 1967. Менсфилд је била у Билоксију, у држави Мисисипи, на ангажману у Гас Стевенс Супер клубу. После поноћи, Менсфилд, њен адвокат и партнер Сем Броди, Роналд Б. Харисон (20 година), возач Гас Стевенс Супер клуба, троје њене деце, Миклош (8 година), Золтан (6 година) и Маришка (3 године), и њена четири пса чиваве, напустили су Билокси у Бјуик Електри 225 из 1966. за Њу Орлеанс, где је Менсфилд требало да се појави на ВДСУ-овој Миддај шоу. Око 2:25 ујутру 29. јуна, на америчком аутопуту 90, 1 миљу (1,6 км) западно од моста Форт Пајк, Бјуик се закуцао, док се кретао између 60 и 80 миља на сат, у задњи део теретне линије Џнсон мотор трактор-приколицу, коју је возио Ричард Х. Рембо (40 година), која је успорила са 50 миља на сат на 35 миља на сат због приближавања камиона за прскање магле против комараца, којим је управљао градски службеник Џејмс Т. Меклеланд, који је био означен треперајућим црвеним светлом. Три одрасле особе на предњем седишту погинули су моментално, заједно са јошдва пса који су били на предњем седишту. Деца, која су спавала на задњем седишту, преживела су са лакшим повредама.
Гласине да је Менсфилдова обезглављена су се показали нетачним, иако је у стварности она претрпела тешку повреду главе. Ова урбана легенда почела је појављивањем на полицијским фотографијама слупаног аутомобила са готово ошишаним врхом и нечим што је личило на плаву главу уплетену у смрскано шофершајбну аутомобила. Међутим, потврда о смрти Менсфилдове, у којој се наводи да је њен непосредни узрок смрти „згњечена лобања са авулзијом лобање и мозга“, то искључује. Идентитет облика налик на главу није дефинитивно утврђен, али се расправља да је то перика коју је Менсфилд имала или носила, горњи део њене праве косе и власишта, или „нешто сасвим друго“. Након њене смрти, Национална управа за безбедност саобраћаја на аутопуту препоручила је да се на свим тракторским приколицама захтева заштитни штитник (снажна шипка од челичних цеви). Камионска индустрија је споро усвојила ову промену. У Америци, доњи штит је понекад познат као Менсфилд бар.
Менсфилдино тело пребачено је авионом из Њу Орлеанса у Њујорк, а приватна сахрана одржана је 3. јула у капели погребног завода Пулис у Пен Аргајлу у Пенсилванији, коју је одслужио пастор Сион из методистичке цркве који је познавао Менсфилд од њеног детињства. Менсфилд је сахрањена на гробљу Фервју поред свог оца. Мики Харгитаи је био једини бивши Менсфилдин муж присутан на сахрани.
Године 1968. поднете су две тужбе за кривичну смрт у име Менсфилдове и бившег мужа Мета Цимбера. После 16-дневног суђења, 1971. године, порота је утврдила да је Харисон, возач аутомобила, био немаран, да Рамбо, возач камиона у који се Менсфилд забила, није био крив, а да Меклеланд, возач камион распршивача магле, био немаран, али његов немар није био непосредан узрок несреће, поновно саслушање је одбијено.
Излупани аутомобил је спасао приватни колекционар са Флориде, где је постао атракција поред пута 1970-их, а затим је био изложен у Деарли Департед Тоурс & Музеју артефаката до пандемије Ковида-19, када је однет у складиште.

## Белешке
1. ↑  Отац Вере Џефри, Томас Х. Палмер, био је из области Пен Аргил, Пенсилванија, која је углавном била Корниш, где је био укључен у индустрију шкриљевца.

1. ↑  Original text from Hamlet (Act I, Scene II):
"O, that this too too solid flesh would melt,
Thaw, and resolve itself into a dew."
2. ↑  Original text of To the Virgins, to Make Much of Time by Robert Herrick:
"Gather ye rosebuds while ye may,
Old Time is still a-flying;
And this same flower that smiles today,
Tomorrow will be dying."